# Castelnaudary
Castelnaudary (occitansk: Castelnou d'Arri) er en kommune i departementet Aude  i regionen Occitanie (tidligere Languedoc-Roussillon) i det sydlige Frankrig. Castelnaudary ligger i den tidligere  provins i Lauragais og berømt for sin cassoulet, som hævdes at være verdens bedste. Det er en stor producent.
I 1211 under det Albigensiske korstog var Simon de Montfort belejret i Castelnaudary af Raymond af Toulouse og Raymond-Roger af Foix.